# Tatepeira itu
Tatepeira itu là một loài nhện trong họ Araneidae.
Loài này thuộc chi Tatepeira. Tatepeira itu được Herbert Walter Levi miêu tả năm 1995.